# Anolis megapholidotus
Anolis megapholidotus (великолускатий аноліс) — вид ігуаноподібних ящірок родини анолісових (Dactyloidae). Ендемік Мексики.

## Поширення і екологія
Великолускаті аноліси мешкають в центральній частині Південної Сьєрра-Мадре в штаті Герреро. Вони живуть в підліску соснових і сосново-дубових лісів, на висоті від 1500 до 2500 м над рівнем моря.